# Yulieski Gourriel

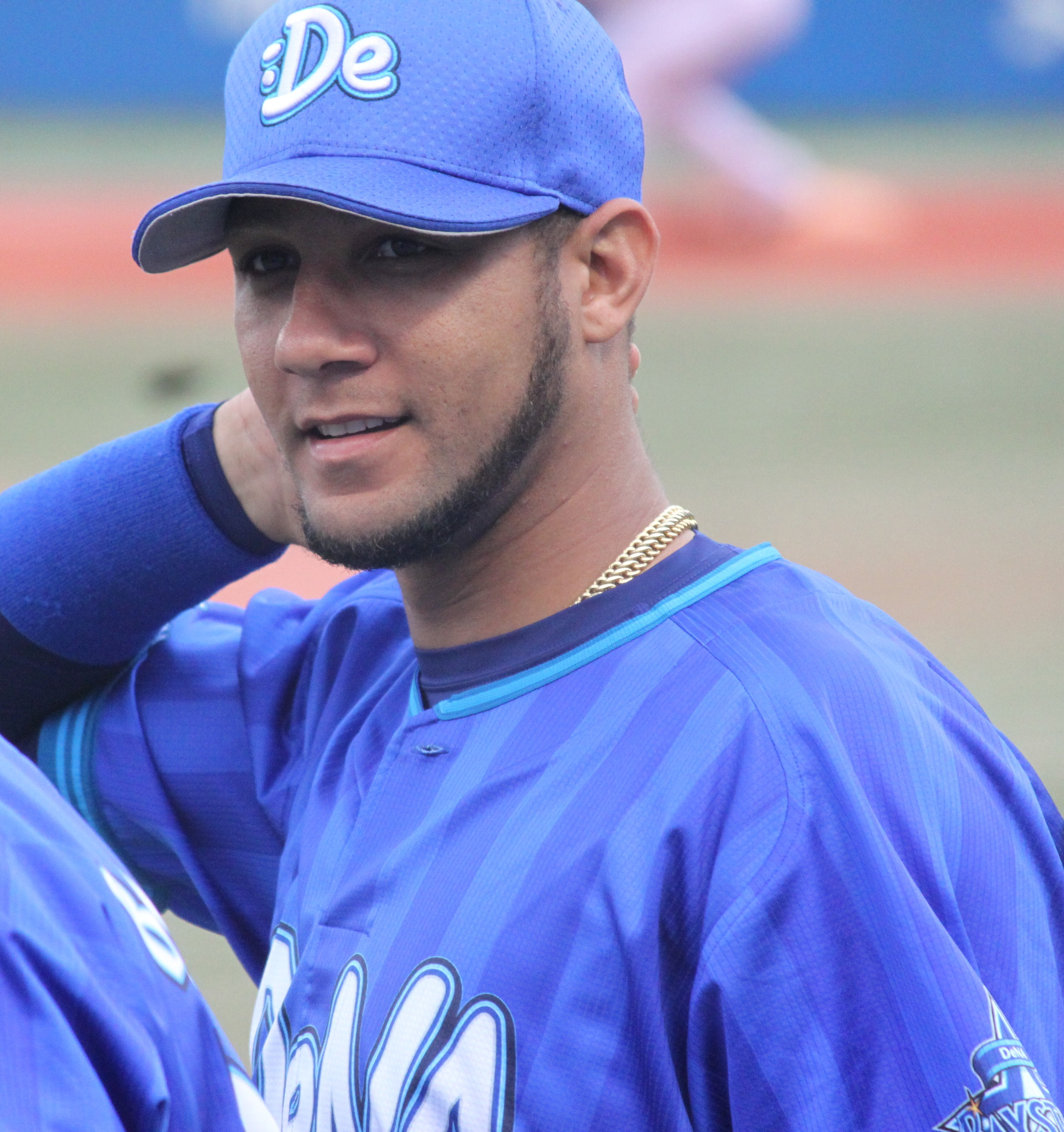
Yulieski Gourriel

Yulieski Gourriel (9 de junho de 1984) é um jogador de beisebol cubano.

## Carreira
Yulieski Gourriel foi campeão olímpico nas Olimpíadas de 2004. Também consquistou medalha de prata nos Jogos Olímpicos de 2008.